# Jaque Fourie
Jaque Fourie (Carletonville, 4 de marzo de 1983) es un exjugador sudafricano de rugby que se desempeña como centro o wing. Formó parte del seleccionado Springbook que se consagró Campeón del Mundo en Francia 2007.

## Participaciones enCopas del Mundo
| Mundial                       | Sede          | Resultado        | PJ | Tries |
| ----------------------------- | ------------- | ---------------- | -- | ----- |
| Copa Mundial de Rugby de 2003 | Australia     | Cuartos de final | 5  | 4     |
| Copa Mundial de Rugby de 2007 | Francia       | Campeón          | 6  | 4     |
| Copa Mundial de Rugby de 2011 | Nueva Zelanda | Cuartos de final | 5  | 2     |

## Palmarés

### Con la selección deSudáfrica
(Al 13/10/2007)
- 72 partidos con la Selección de rugby de Sudáfrica entre 2003 y 2007
- 160 puntos (32 ensayos)
- Selecciones por año : 4 en 2003, 4 en 2004, 11 en 2005, 7 en 2006, 9 en 2007